# Aibol Omar
Aibol Omar (kasachisch Айбол Омар; * 15. Mai 2005) ist ein kasachischer Leichtathlet, der im Mittelstrecken- und Hindernislauf an den Start geht.

## Sportliche Laufbahn
Erste Erfahrungen bei internationalen Meisterschaften sammelte Aibol Omar im Jahr 2022, als er bei den U18-Asienmeisterschaften in Kuwait in 4:07,99 min die Bronzemedaille im 1500-Meter-Lauf gewann. Im Jahr darauf belegte er bei den U20-Asienmeisterschaften in Yecheon in 3:58,58 min den vierten Platz über 1500 Meter und 2024 gelangte er bei den U20-Asienmeisterschaften in Dubai mit 3:56,97 min auf Rang sieben und wurde in 8:36,55 min Achter im 3000-Meter-Lauf. Kurz zuvor kam er bei den Crosslauf-Weltmeisterschaften in Belgrad im U20-Rennen nicht ins Ziel.
2022 wurde Omar kasachischer Hallenmeister im 2000-Meter-Hindernislauf.

## Persönliche Bestzeiten
- 1500 Meter: 3:56,97 min, 24. April 2024 in Dubai
- 3000 Meter: 8:35,88 min, 27. April 2024 in Dubai
  - 3000 Meter (Halle): 8:40,17 min, 24. Februar 2024 in Öskemen
  - 2000 m Hindernis: 5:59,46 min, 25. Februar 2022 in Öskemen